# 上星川
上星川（かみほしかわ）は、横浜市保土ケ谷区の地名。現行行政地名は上星川一丁目から上星川三丁目。住居表示が実施されている。2001年に廃止された上星川町（かみほしかわちょう）についても述べる。

## 地理
保土ケ谷区の北部に位置し、北東側は神奈川区羽沢南（羽沢町の一部が分離し住居表示施行）に接する。南東から北西に相模鉄道と国道16号が並行し、町の南部に上星川駅が設けられている。南西から北東に貨物専用の東海道貨物線が走り、上星川駅北側で相鉄線と交差するが、貨物線に駅は設けられていない。相鉄線の北側・貨物線の東側となる一角が一丁目、相鉄線の北側・貨物線の西側が二丁目、相鉄線の南側が三丁目となっている。町の南を帷子川が流れる。

### 面積
面積は以下の通りである。
| 丁目         | 面積（km²） |
| ------------ | ----------- |
| 上星川一丁目 | 0.089       |
| 上星川二丁目 | 0.313       |
| 上星川三丁目 | 0.098       |
| 計           | 0.500       |

### 地価
住宅地の地価は、2025年（令和7年）1月1日の公示地価によれば、上星川2-24-33の地点で20万1000円/m²となっている。

## 歴史

### 沿革
古くは都筑郡上星川村で、1889年（明治22年）4月1日に川島村と合併し西谷村大字上星川となった。
- 1927年（昭和2年）
  - 4月1日 - 横浜市に編入、横浜市上星川町となる[8]。
  - 10月1日に区制施行により保土ケ谷区に編入される[9]。
- 1960年（昭和35年）4月1日 - 上星川町と川島町の各一部から西谷町を新設する[10]。
- 1969年（昭和44年）10月1日 - 神奈川区羽沢町の一部を編入する[11]。
- 1996年（平成8年）10月21日 - 住居表示の実施に伴い、釜台町の一部を編入する[12]。
- 2001年（平成13年）10月22日 - 住居表示の実施に伴い、上星川町を廃止し上星川一丁目・上星川二丁目・上星川三丁目が新設された[13]。

なお、星川の地名の由来については「星川 (横浜市)#町名の由来」を参照のこと。

## 世帯数と人口
2025年（令和7年）6月30日現在（横浜市発表）の世帯数と人口は以下の通りである。
| 丁目         | 世帯数    | 人口    |
| ------------ | --------- | ------- |
| 上星川一丁目 | 560世帯   | 1,002人 |
| 上星川二丁目 | 1,757世帯 | 3,430人 |
| 上星川三丁目 | 1,068世帯 | 1,976人 |
| 計           | 3,385世帯 | 6,408人 |

### 人口の変遷
国勢調査による人口の推移。
| 年                 | 人口  |
| ------------------ | ----- |
| 1995年（平成7年）  | 5,623 |
| 2000年（平成12年） | 5,745 |
| 2005年（平成17年） | 5,980 |
| 2010年（平成22年） | 5,953 |
| 2015年（平成27年） | 6,107 |
| 2020年（令和2年）  | 6,497 |

### 世帯数の変遷
国勢調査による世帯数の推移。
| 年                 | 世帯数 |
| ------------------ | ------ |
| 1995年（平成7年）  | 2,181  |
| 2000年（平成12年） | 2,360  |
| 2005年（平成17年） | 2,527  |
| 2010年（平成22年） | 2,616  |
| 2015年（平成27年） | 2,823  |
| 2020年（令和2年）  | 3,162  |

## 学区
市立小・中学校に通う場合、学区は以下の通りとなる（2024年11月時点）。
| 丁目         | 番・番地等                      | 小学校               | 中学校                 |
| ------------ | ------------------------------- | -------------------- | ---------------------- |
| 上星川一丁目 | 1番、2番                        | 横浜市立坂本小学校   | 横浜市立保土ケ谷中学校 |
| 上星川一丁目 | 8番3号 10番1〜7号 11〜21番      | 横浜市立上星川小学校 | 横浜市立保土ケ谷中学校 |
| 上星川一丁目 | 3〜7番 8番5号〜9番 10番11〜46号 | 横浜市立常盤台小学校 | 横浜市立保土ケ谷中学校 |
| 上星川二丁目 | 18番                            | 横浜市立常盤台小学校 | 横浜市立保土ケ谷中学校 |
| 上星川二丁目 | 7〜17番 19〜53番                | 横浜市立上星川小学校 | 横浜市立保土ケ谷中学校 |
| 上星川二丁目 | 1〜6番                          | 横浜市立坂本小学校   | 横浜市立保土ケ谷中学校 |
| 上星川三丁目 | 全域                            | 横浜市立坂本小学校   | 横浜市立保土ケ谷中学校 |

## 事業所
2021年（令和3年）現在の経済センサス調査による事業所数と従業員数は以下の通りである。
| 丁目        | 事業所数  | 従業員数 |
| ----------- | --------- | -------- |
| 上星川1丁目 | 60事業所  | 330人    |
| 上星川2丁目 | 75事業所  | 467人    |
| 上星川3丁目 | 68事業所  | 879人    |
| 計          | 203事業所 | 1,676人  |

### 事業者数の変遷
経済センサスによる事業所数の推移。
| 年                 | 事業者数 |
| ------------------ | -------- |
| 2016年（平成28年） | 198      |
| 2021年（令和3年）  | 203      |

### 従業員数の変遷
経済センサスによる従業員数の推移。
| 年                 | 従業員数 |
| ------------------ | -------- |
| 2016年（平成28年） | 1,550    |
| 2021年（令和3年）  | 1,676    |

## 交通

### 鉄道
- 相模鉄道本線
  - 上星川駅

### 道路
- 国道16号

## 施設
- 横浜上星川郵便局
- 保土ケ谷警察署 両郡橋交番
- 上星川あおぞら公園
- 上星川幼稚園
- 日本基督教団 上星川教会
- 上星川杉山神社
- 東光寺
- モリヤマビル
  - 日帰り温泉施設「満天の湯」
  - 相鉄ローゼン
  - ゴールドジム

## その他

### 日本郵便
- 郵便番号 : 240-0042[3]（集配局：保土ヶ谷郵便局[23]）

### 警察
町内の警察の管轄区域は以下の通りである。
| 丁目         | 番・番地等 | 警察署         | 交番・駐在所 |
| ------------ | ---------- | -------------- | ------------ |
| 上星川一丁目 | 全域       | 保土ケ谷警察署 | 両郡橋交番   |
| 上星川二丁目 | 全域       | 保土ケ谷警察署 | 両郡橋交番   |
| 上星川三丁目 | 全域       | 保土ケ谷警察署 | 両郡橋交番   |